# Bilal Xhaferri
Bilal Xhaferri est un homme de lettres et dissident albanais. 

## Biographie

### En Albanie
Il est né le 21 novembre 1935 à Ninat, Konispol, petit village de la région du Tchameri. Son enfance fut difficile: il a dû supporter la mort de sa mère, (1943) et de son père, fusillé par la dictature communiste qui l'accusait d'être nationaliste et anti-communiste. 
En 1948, il s’éloigna de son pays natal. Jusqu'en 1952, il habita et travailla à Saranda comme simple ouvrier, postier, etc.
Ensuite, pendant les années 1954-1955, Bilal Xhaferri continua ses études dans l’école du village de Sukth à Durrës.  
La période 1962–1963 sera faste avec la publication de ses premiers poèmes et articles dans les journaux  Zëri i Rinisë, Drita, dans les revues Nëntori, Ylli, etc. 
De plus, en 1966, il publia un volume de Gens nouveaux, terre ancienne, qui connaîtra un succès extraordinaire.
En 1967, le recueil de poèmes Lirishta e Kuqe (fr. La Vallée Rouge) fut censuré et mis hors circulation de l’État communiste, à cause des tendances dissidentes qui apparaissaient dans une partie des poèmes.
Cette même année, il écrivit le roman Krastakraus, publié seulement en 1993, après sa mort. Le sujet de ce roman se concentrait sur la figure héroïque nationale albanaise Skenderbeu et sur sa lutte contre l'Empire ottoman.
En 1968, il créa le scénario d'un film d'art et essai intitulé Le vent pousse les Nuages. Il vit aussi son droit de publication lui est enlevé et ses œuvres censurées avant d'être interné dans le village de Hamalle à Durrës, après s'être fait exclure de l'Union des écrivains et des artistes de l’Albanie, à cause de la critique qu’il avait faite pour le roman Dasma d'Ismaïl Kadaré.
Le 30 août 1969, il réussit à fuir en Grèce puis aux États-Unis. Les services secrets avaient déjà préparé un dossier en vue de son arrestation et sa condamnation.

### Aux États-Unis
En 1970, il se rendit à Boston. Il envoya  le roman Berat a cédé aux Éditions Rilindja à Pristina, en 1972. 
Dans les années 1974–1986, il dirigea, publia et prépara la rédaction de la revue Krahu i shqiponjës L’Aile de l’Aigle, où apparaissaient beaucoup d’articles, poèmes, contes, romans, sketchs, dessins, caricatures, photos, etc.
Cette revue était une tribune de libre-pensée qui traitait des sujets comme la population tchame, la question nationale albanaise, la dictature en Albanie et, après l’année 1981, de plus en plus du Kosovo.
Bilal Xhaferri, mis à part ses créations artistiques, a aussi publié des œuvres et traductions d'auteurs albanais et étrangers. Il a fait paraître 39 éditions de cette revue aussi bien en albanais qu'en anglais, jusqu’à sa mort dans des circonstances inconnues le 14 octobre 1986.
En 1975, il publia des extraits du roman Des trottoirs contraires dans la revue L’Aile de l’Aigle.
En 1977, il publia des extraits du roman La lune des chantiers dans la revue L’Aile de l’Aigle.
En 1978, il fut blessé par des inconnus.
En 1981, la rédaction de la revue Krahu i shqiponjës L’Aile de l’Aigle prit feu. À l'intérieur se trouvaient des manuscrits d'œuvres littéraires, des études, des recherches scientifiques, des traductions, des notes politiques, des lettres, des peintures, des photographies, etc.
En 1986, il tomba malade et fut opéré d’une tumeur. Le 14 octobre 1986, il mourut dans un hôpital de Chicago dans des circonstances inconnues.
En 1995, le 3 mai, le président de l’Albanie lui a remis la médaille Martyr de la Démocratie (Décret no. 1089) sous la motivation pour son dévouement comme écrivain et politicien dissident dans la lutte contre le communisme et la dictature, pour ses aspirations profondément nationales et démocratiques.
En 1995, le 6 mai, l’écrivain Shefki Hysa, dirigeant de l'L’Association Culturelle “Bilal Xhaferri”, en collaboration avec le gouvernement albanais, a initié et organisé la cérémonie du retour du corps du poète, prosateur et du grand écrivain dissident Bilal Xhaferri dans son pays, l’Albanie, où il repose en paix dans sa terre natale, à Saranda.

## Œuvres
- Gens nouveaux, terre ancienne, récits, 1966.
- Lirishta e kuqe, poésie, 1967.
- Amour sanglante, romance, 1992.
- Krastakraus, roman, 1967, publié après sa mort 1993.
- Viens tristesse, poésie, 1995.
- Berat a cédé, roman, édition Pristina, 1995,  (ISBN 99943-904-5-7).
- « Au-delà des longueurs », prose, 1996.